# Sosibia biaculeata
Sosibia biaculeata är en insektsart som beskrevs av Ludwig Redtenbacher 1908. Sosibia biaculeata ingår i släktet Sosibia och familjen Diapheromeridae. Inga underarter finns listade i Catalogue of Life.